# Distretto di Bilaspur (Chhattisgarh)
Il distretto di Bilaspur è un distretto del Chhattisgarh, in India, di 1 993 042 abitanti. Il suo capoluogo è Bilaspur.